# Grupo Cántico
Cántico fue el nombre que recibió un grupo de artistas, fundamentalmente poetas (pero también pintores), que publicaron en 1947 una revista con ese título, Cántico, en Córdoba. Sus miembros más destacados fueron los poetas Pablo García Baena, Ricardo Molina, Julio Aumente, Juan Bernier, y Mario López, y los pintores Miguel del Moral y Ginés Liébana. Posteriormente otros poetas como Vicente Núñez y Pepe de Miguel tuvieron relación con el grupo.

## Precedentes
Los poetas del grupo Cántico se encuentran en cierto modo entre la Primera generación de posguerra y la Generación del 50. Ya existía un grupo previo en torno a la revista Ardor, cofundada por Juan Bernier. El grupo de Ardor se reunía para leer sus poemas en torno a una copa de vino, unos discos de música (iban a oírla a casa del profesor don Carlos López de Rozas y la gente le llamaba a aquello "la Academia de la Gramola"; Julio Aumente tenía en su casa otra tertulia donde venía Antonio Guzmán Reina y le llamaban la "Academia de la Pianola").

## Publicación deCántico
Cinco poetas (Ricardo Molina, Juan Bernier, Julio Aumente, Mario López y Pablo García Baena), enviaron sus libros a la convocatoria del Premio Adonais de poesía de 1947 sin conseguir nada (el premio se lo llevó José Hierro con Alegría), y de esa decepción nació la revista Cántico en ese mismo año, a pesar de la escasez de medios, la falta de apoyo oficial y la censura. En el primer número se notaba ya el contraste de tono con la poesía oficial hasta entonces: verso libre, según afirmó García Baena:
Cuando todo se medía en imperiales endecasílabos, goce de los sentidos en la larga abstinencia de la Posguerra, cultivo de una actitud estética independiente
Y Guillermo Carnero afirmó:
Es admirable que la llama de los jóvenes que fundaron Cántico supiera nadar por el agua fría de Garcilaso, de Espadaña, del existencialismo impostado y del mesianismo político.

### Épocas de la revista
Ricardo Molina se acercó a los poetas de la Generación del 27 para pedirles colaboraciones y todos, salvo Dámaso Alonso, que prometía y no mandaba, aceptaron, intercambiando así una numerosa correspondencia que ha publicado Olga Rendón (véase bibliografía). El más activo y entregado fue Vicente Aleixandre, quien además se convirtió en padrino de la revista literaria que, como confesó, más le gustaba. 
La revista Cántico tuvo dos épocas; la primera transcurrió entre 1947 y 1949, y la segunda entre 1954 y 1957. Entre las claves de la misma estaban, según Pablo García Baena, "El ahondamiento en la búsqueda de la palabra justa, a veces desusada pero siempre precisa, el intimismo llevado como experiencia hacia un paganismo carnal que puede retroceder ante el acompasado gregoriano de la penitencia, la recuperación de la imagen y la metáfora, tan desdeñadas por los secos poetas escurialenses de la época. Nada de esto era nuevo pero sí ponía sobre el humilde mantel de hule de los racionamientos el poder deslumbrante de Góngora, el erotismo decadente de los modernistas, el ritmo sugestivo y caudaloso de la Generación del 27. Desoyendo a Ortega, los poetas de Cántico hicieron una poesía expresamente impura e intensamente humana, visual, una plenitud armónica de intelecto y sentidos."
Cántico, revista editada en Córdoba, tenía sin embargo una universalidad de la que carecían las estrechas publicaciones poéticas de la época, poniendo especial atención a las traducciones de variadas lenguas: W. H. Auden, Czesław Miłosz, André Gide, Louis Aragon, Pier Paolo Pasolini, Thomas Stearns Eliot o Eugenio Montale, junto a poetas chinos y poetas de las lenguas peninsulares, poesía en catalán o en gallego, aclimatando y mencionando nombres que estaban proscritos por el Régimen de Franco, según ha estudiado Juan de Dios Torralbo Caballero. Esta apertura demuestra el eclecticismo del que han hablado Fanny Rubio y Guillermo Carnero (véase bibliografía).
Fue famoso en especial el doble número de homenaje a Luis Cernuda, primero que se le otorgaba al entonces casi ignorado en España poeta sevillano, desdeñoso desde su exilio en México y que el poeta supo agraceder en carta a Ricardo Molina: "Cuánto bien me ha hecho ver que no estoy tan solo como a veces me figuro". A partir de entonces es innegable el influjo que ejerció y su vigencia en la poesía española. Cántico también estuvo abierto incluso la poesía social de Gabriel Celaya o Victoriano Crémer, lo que desmiente el supuesto aislamiento y la falta de contacto del grupo con las otras corrientes de poesía española, pues Cántico no fue una torre de marfil.
La importancia que el grupo Cántico tuvo para la poesía posterior de los Novísimos, como la del Postismo respecto a las Vanguardias, no deriva sólo de la gran calidad de sus autores, sino también del hecho de que este grupo fuera un nexo de unión entre ellos y la Generación del 27.
En Córdoba (Andalucía) existe un Instituto de Educación Secundaria con este nombre, radicado en el barrio de Valdeolleros.
En 2016 el director Sigfrid Monleón dirige un documental con el título "Cántico" sobre el grupo de poetas y con entrevistas a Pablo García Baena y Ginés Liébana.